# Наркевичи
Наркевичи (укр. Наркевичі) (до 1994 года — Ясное — Ясне) — посёлок в Хмельницком районе Хмельницкой области Украины.

## История
Населённый пункт был создан в 1950 году в связи со строительством здесь сахарного завода (который был введён в эксплуатацию в 1955 году).
В 1968 году село Ясное получило статус посёлка городского типа.
В 1971 году здесь действовали сахарный завод, средняя школа, Дом культуры, библиотека и мастерские бытового обслуживания.
В январе 1989 года численность населения составляла 1762 человека.
Постановлением Верховной рады Украины № 3971-XII от 21 февраля 1994 года пгт Ясное был переименован в пгт Наркевичи.
В мае 1995 года Кабинет министров Украины утвердил решение о приватизации сахарного завода.
В сентябре 2009 года было возбуждено дело о банкротстве сахарного завода.

## Транспорт
Посёлок расположен в 2 км от железнодорожной станции Наркевичи на линии Гречаны—Тернополь.
В посёлке есть автобусная станция.